# Głos Komunisty
Głos Komunisty – polskojęzyczny dziennik, skierowany do komunistów, a także polskich uchodźców i jeńców przebywających na terenie sowieckiej Ukrainy. Wychodził w latach 1919–1922 w Kijowie, w 1920 r. przez pewien czas w Charkowie. Początkowo stanowił organ Kijowskiego Komitetu Grupy Komunistów Polskich (1919 nr 1, 2); następnie organ Kijowskiego Komitetu Polskiej Sekcji Komunistycznej Partii (bolszewików) Ukrainy (1919 od nr. 3). Winieta zawierała hasło: Proletaryusze wszystkich krajów łączcie się! Powstał po zamknięciu „Komunisty Polskiego”. W marcu 1922 został przekształcony w tygodnik i wkrótce zamknięty, a jego kontynuację od czerwca 1922 stanowił „Sierp”.